# Yangra
Le Yangra, ou Ganesh I, est le plus haut sommet du Ganesh Himal, un massif secondaire de la chaîne de l'Himalaya. Culminant à 7 422 m d'altitude et situé sur la frontière entre le Népal et la République populaire de Chine (au Tibet), c'est le soixante-deuxième plus haut sommet du monde. Le Yangra présente un fort dénivelé par rapport aux vallées voisines.